# Портрет Андрея Петровича Турчанинова
«Портрет Андрея Петровича Турчанинова» — картина Джорджа Доу и его мастерской из Военной галереи Зимнего дворца.
Картина представляет собой погрудный портрет генерал-майора Андрея Петровича Турчанинова из состава Военной галереи Зимнего дворца.
К началу Отечественной войны 1812 года полковник Турчанинов был командиром 3-го егерского полка и находился в составе Финляндского корпуса генерала Ф. Ф. Штейнгеля, находился в сражениях под Ригой против корпуса маршала Макдональда, затем сражался в белорусских губерниях, в бою под Чашниками был контужен. Во время Заграничных походов 1813 и 1814 годов за отличие при осаде Данцига был произведён в генерал-майоры.
Изображён в генеральском мундире, введённом для пехотных генералов 7 мая 1817 года. На шее кресты орденов Св. Анны 2-й степени с алмазами и Св. Владимира 3-й степени; по борту мундира крест прусского ордена Пур ле мерит; справа на груди крест ордена Св. Георгия 4-го класса, серебряная медаль «В память Отечественной войны 1812 года» на Андреевской ленте и бронзовая дворянская медаль «В память Отечественной войны 1812 года» на Владимирской ленте. С тыльной стороны картины надпись: Tourtchaninoff 2e. Подпись на раме: А. П. Турчаниновъ 2й, Генералъ Маiоръ.
7 августа 1820 года Комитетом Главного штаба по аттестации Турчанинов был включён в список «генералов, заслуживающих быть написанными в галерею» и 11 ноября 1821 года император Александр I приказал написать его портрет. Турчанинов в это время командовал бригадой в 20-й пехотной дивизии, расквартированной в Таврической губернии, и 12 ноября 1821 года ему из Инспекторского департамента Военного министерства было направлено письмо: «портрет его Высочайше повелено написать живописцу Дове, посему если изволит прибыть в Санкт-Петербург, то не оставить иметь с Дове свидане». Неизвестно, приезжал ли сам Турчанинов в Санкт-Петербург или присылал свой портрет-прототип. Несмотря на то, что гонорар Доу был выплачен 15 января 1828 года, готовый портрет поступил в Эрмитаж гораздо ранее: 7 сентября 1825 года. Хранитель британской живописи в Эрмитаже Е. П. Ренне указывает, что поскольку фамилия Турчанинова в документах о написании портретов указана в большинстве случаев без инициалов, то возможна путаница в датах принятия с портретом генерал-майора Павла Петровича Турчанинова.